# كانون 1200 دي

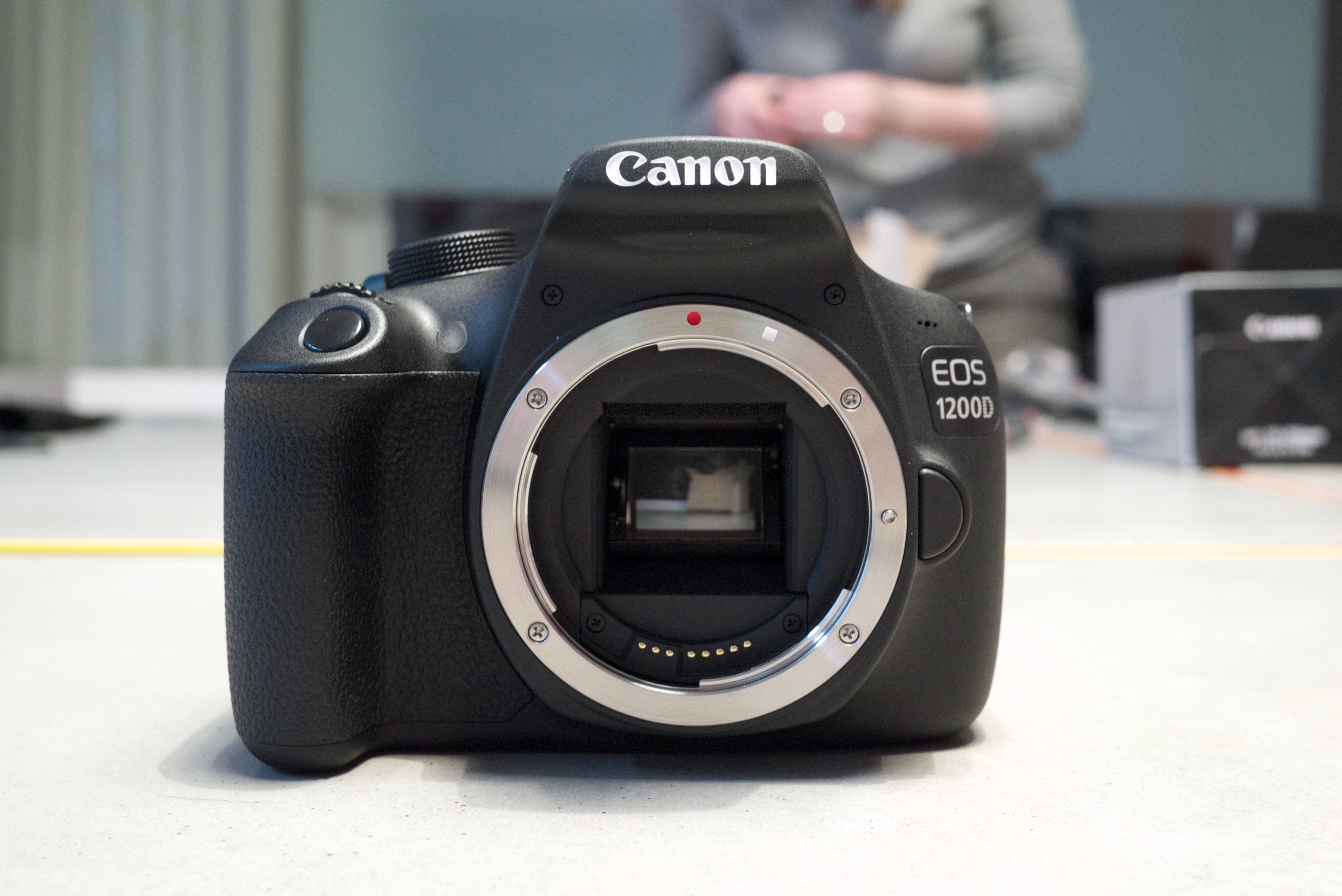
كانون 1200 دي

كانون 1200 دي (بالإنجليزية: شريعة (توضيح) EOS 1200D) هي كاميرا احترافية للمبتدئين. 18 ميجا بيكسل من إنتاج شركة كانون اليابانية والتي طرحت في الأسواق في فبراير 2014م.

## مميزاتها
أهم المميزات التي ترافق Canon EOS 1200D هي مستشعرها APS-C والذي يتميز بـ18 ميغابيكسل والمعالج الجديد DIGIC 4، رغم أنه لا يعتبر آخر نموذج من معالجات كانون، لكن يضمن لك سرعة وجودة وقت التقاطك الصور. رغم أن عدد الصور التي يمكنه التقاطها في الثانية ليس مبهرا حيث يلتقط فقط 3 صور في الثانية.
1. ↑   https://www.dpreview.com/products/canon/slrs/canon_eos1200d/specifications. {{استشهاد ويب}}: |url= بحاجة لعنوان (مساعدة) والوسيط |title= غير موجود أو فارغ (من ويكي بيانات) (مساعدة)